# Notophthiracarus admirabilis
Notophthiracarus admirabilis är en kvalsterart som först beskrevs av Wojciech Niedbała 1982.  Notophthiracarus admirabilis ingår i släktet Notophthiracarus och familjen Phthiracaridae. Inga underarter finns listade i Catalogue of Life.